# Antonio de Nebrija
Antonio Martínez de Cala y Xarava (Lebrija 1441 - Alcalá de Henares 1522), plus connu sous le nom d'Antonio de Nebrija, est un humaniste et grammairien espagnol.

## Biographie
Antonio Martínez nait en 1441 dans l'ancienne Nebrissa Veneria (aujourd'hui Lebrija), dans le royaume de Séville, à 72 km de Séville. Son père est Juan Martínez de Cala et sa mère Catalina de Xarava y Ojo. Il a trois frères et deux sœurs.
Après avoir étudié les humanités à Salamanque, il part à 19 ans en Italie, où il continue ses études durant dix ans à l'université de Bologne. De retour en Espagne, il change son nom en Elio Antonio de Nebrija, et travaille à Séville pour l'évêque Fonseca. Il prend ensuite la charge de professeur, enseignant la grammaire et la rhétorique à l'université de Salamanque. En 1513, il est nommé professeur de l'université d'Alcalá de Henares, fondée un peu plus d'une décennie auparavant (1499) par le cardinal Cisneros.

## Œuvre
Nebrija écrit sur différents sujets comme la cosmographie, la botanique et la théologie. Il est célèbre pour ses efforts en faveur d'une réforme de l'enseignement du latin.
En 1481, il publie une grammaire, Introductiones latinae. Motivé par le succès de ce livre, il publie la fameuse Gramática castellana (« Grammaire castillane ») en 1492. Il s'agit la première grammaire d'une langue vernaculaire écrite en Europe. Il dédie ce livre à la reine Isabelle la Catholique. Il est le premier, semble-t-il, à proposer l'utilisation des lettres U et J pour distinguer les sons correspondants des lettres V et I , invention qui sera popularisée dans le reste de l'Europe par Gian Giorgio Trissino et Pierre de La Ramée. 
L'année 1492 voit aussi la publication de son Lexicon hoc est Dictionarium ex sermone latino in hispaniensem, plus connu sous le titre de Diccionario latino-español (« Dictionnaire latin-espagnol »). Cet ouvrage compte 28 000 entrées classées par ordre alphabétique : son organisation systématique le distingue nettement des glossaires médiévaux. Trois ans plus tard, il publie en complément le Dictionarium ex hispaniense in latinum sermonem, plus connu sous le titre de Vocabulario español-latino (« Vocabulaire espagnol-latin »). Contrairement à l'usage qui prévaut alors pour les ouvrages de ce genre, Nebrija ne semble pas s'être basé sur des dictionnaires antérieurs, mais sur sa propre connaissance du latin, aidée d'une mémoire exceptionnelle,.
En 1517, il publie les Reglas de ortografía española (Règles de l'orthographe espagnole). 
En sa qualité d'humaniste, il est parfois considéré comme un précurseur des idées d'Érasme. Menéndez Pelayo le classe comme instigateur de la « méthode philosophique et rationnelle de Lorenzo Valla » en Espagne.
Tout en reconnaissant l'autorité suprême de l'Église, il n'hésite pas à mettre en cause la censure inquisitoriale qui proscrit l'étude des langues bibliques. Il se montre critique envers les textes officiels de la Septante et préconise un retour aux textes sources pour corriger les erreurs qui se sont glissées dans les manuscrits au fil du temps. Il ambitionne par cette méthode de reconstituer une version authentique de la Vulgate de Jérôme de Stridon.
Il participe, bien que tardivement, à l'élaboration de la Bible polyglotte d'Alcalá sous la supervision de Francisco Jiménez de Cisneros.
Une université de la communauté de Madrid fondée en 1995 porte son nom.